# Niels Erik de Hofman-Bang
Niels Erik de Hofman-Bang, skrev sig Hofman (Bang), född 18 juli 1803 på Hofmansgave, död där 2 mars 1886, var en dansk lantekonom. Han var son till Niels de Hofman-Bang och farbror till Ove Hofman-Bang. 
Hofman-Bang blev student 1822, studerade under några år naturvetenskap, botanik och mekanik i Köpenhamn, vistades senare under ett par år från 1827 på lantbruksinstitutet på Möglin, där Albrecht Thaer riktade den svenska regeringens uppmärksamhet på honom, då man önskade främja fåraveln. Han började 1831 sin lantekonomiska verksamhet som direktör för de kungliga schäferierna och konsulent för schäferiägare i Sverige. År 1842 återvände han till Danmark och övertog fädernegården Hofmansgave på Fyn och 1855 tillträdde han vid faderns död som stamhusinnehavare egendomen. 
På Hofmansgave inrättade Hofman-Bang 1845 ett lantbruksinstitut, som bestod i tio år, och från vilket utgick 64 elever och omkring 70 lärlingar. Institutet var högt ansett, och han inlade sig stor förtjänst som uppfostrare av och vägledare för unga lantmän. För en större krets fick han betydelse genom sin författarverksamhet. Han medverkade ofta i facktidskrifter, han utgav en mängd småskrifter, som behandlade många ämnen inom lantbruket, och 1851–1856 redigerade han Meddelelser for Landmænd, av vilka föreligger tre band. Även som föredragshållare, som verksam styrelsemedlem av ledande lantbruksinstitutioner, som outtröttlig talesman för lantmannens räkenskapsföring och för lantekonomiska framsteg i stort inlade han sig stor förtjänst av lantbruket. Särskilt bör nämnas hans verksamhet för att ge husmännen bättre villkor – han var en ivrig förespråkare för spadbruket – för odling av fruktträd, för odlingen av alsikeklöver och italienskt rajgräs samt för att främja användningen av nyttiga redskap. Svenskharven infördes således i Danmark på hans initiativ.